# Jiří Konopásek
Jiří Konopásek (nacido el 16 de abril de 1946 en Praga, Checoslovaquia) es un exjugador checo de baloncesto. Consiguió 2 medallas en competiciones internacionales con Checoslovaquia.